# Брюсселізація

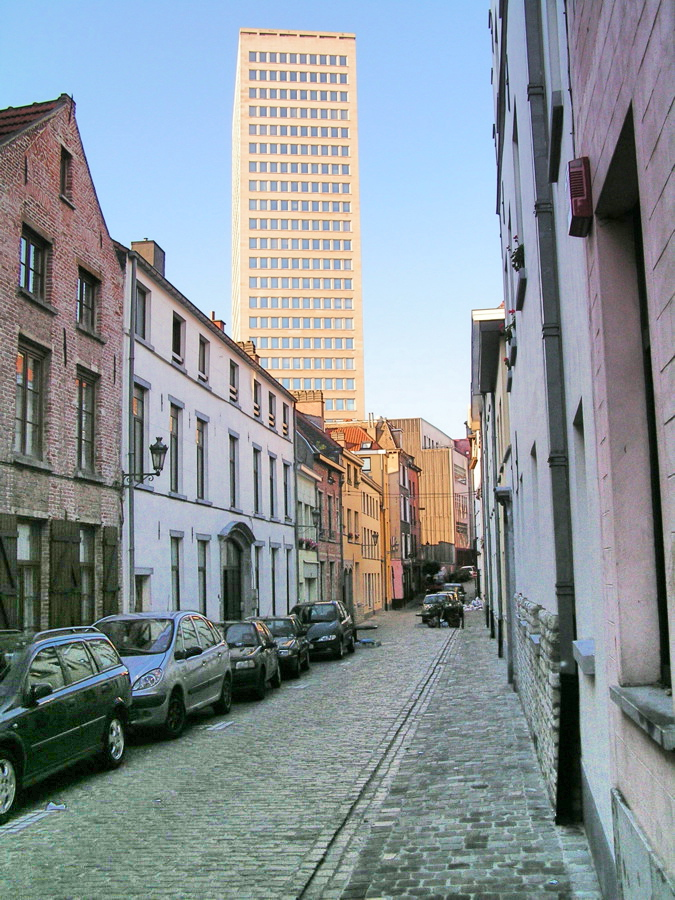
Хмарочос стоїть на місці знесеного пам'ятника — «Народного будинку» Віктора Орта

Брюсселізація (фр. bruxellisation, нід. verbrusseling)  – термін в міському плануванні, яким називають хаотичний розвиток комерційної забудови в історичній частині міста, під час якої відбувається безконтрольне знесення історичних будинків із подальшою заміною їх на сучасні. Термін виник у зв'язку з масовим знесенням історичної забудови Брюсселя в 1960-70-х роках, вперше був використаний німецькою газетою Frankfurter Allgemeine Zeitung.

## Брюсселізація в культурі
В 1992 році в серії бельгійських графічних романів «Туманні міста» авторів Франсуа Скойтена і Бенуа Петерса вийшла книга Brüsel. Дія серії відбувається у вигаданому світі, що, однак, багато в чому нагадує сьогоденний. Реконструкція міста Brüsel в остаточному підсумку викликає природний катаклізм, і місто гине. У передмові до книги докладно викладена історія брюсселізації сьогодення.